# 伊斯特里亞鄉 (康斯坦察縣)
44°34′0″N 28°43′0″E / 44.56667°N 28.71667°E
伊斯特里亞鄉（羅馬尼亞語：Comuna Istria, Constanța），是羅馬尼亞的鄉份，位於該國西南部，由康斯坦察縣負責管轄，面積171平方公里，海拔高度21米，2007年人口2,641，人口密度每平方公里15人。